# Фторид-фосфат кальция
Фторид-фосфат кальция — неорганическое соединение,
соль кальция и плавиковой и фосфорной кислот с формулой Ca5(PO4)3F (или 3Ca3(PO4)2•CaF2),
бесцветные кристаллы,
не растворяется в воде.

## Получение
- В природе встречается минерал фторапатит — Ca5(PO4)3F с различными примесями[1].

## Физические свойства
Фторид-фосфат кальция образует бесцветные кристаллы
гексагональной сингонии,
пространственная группа P 63/m,
параметры ячейки a = 0,93973 нм, c = 0,68782 нм, Z = 2.
Не растворяется в воде, р ПР = 60,11.

## Химические свойства
- Реагирует с кислотами (используется в промышленности для получения фосфорной кислоты):

{\displaystyle {\mathsf {Ca_{5}(PO_{4})_{3}F+5H_{2}SO_{4}+10H_{2}O\ {\xrightarrow {}}\ 5CaSO_{4}\cdot 2H_{2}O\downarrow +3H_{3}PO_{4}+HF}}}

## Применение
- Промышленное получение фосфорной кислоты.